# Сонсан-Ільчульбон
Сонсан-Ільчульбон (кор. 성산일출봉, у перекладі українською «Пік Сходу Сонця») — кратер згаслого вулкана, що розташований у Південній Кореї на острові Чеджу.
Назва перекладається як «Схід Сонця», оскільки пік розташований у східній частині острова. Внесений до списку Всесвітньої спадщини ЮНЕСКО. Пік утворювався внаслідок вивержень вулкана протягом 120 тис. років. Останнє виверження відбулось 5000 років тому. Нині являє собою величезний кратер діаметром 600 метрів і 182 метрів заввишки. Вершина кратера оточена гострими каменями, а сам кратер покритий травою. Дно кратера лежить на висоті 90 м над рівнем моря. 
Вулкан схожий на замок, оточений прекрасними пейзажами і є популярним туристичним місцем. Пік і пагорб, що з'єднаний з кратером, являють собою прекрасне місце для прогулянок і верхової їзди. Крім того, з вершини піку відкривається прекрасний краєвид на околиці, особливо під час сходу сонця.